# Міллер (округ, Міссурі)
Шаблон:StateAbbr_ 38°13′ пн. ш. 92°26′ зх. д. / 38.22° пн. ш. 92.43° зх. д.
Округ Міллер (англ. Miller County) — округ (графство) у штаті Міссурі, США. Ідентифікатор округу 29131.

## Історія
Округ утворений 1837 року.

## Демографія
За даними перепису
2000 року
загальне населення округу становило 23564 осіб, зокрема міського населення було 5388, а сільського — 18176.
Серед мешканців округу чоловіків було 11618, а жінок — 11946. В окрузі було 9284 домогосподарства, 6443 родин, які мешкали в 11263 будинках.
Середній розмір родини становив 3.
Віковий розподіл населення поданий у таблиці:
| Стать    | До 15 років | 15-21 | 22-29 | 30-39 | 40-49 | 50-65 | 65-85 | Понад 85 |
| -------- | ----------- | ----- | ----- | ----- | ----- | ----- | ----- | -------- |
| Чоловіки | 2605        | 1201  | 1059  | 1642  | 1729  | 1835  | 1416  | 131      |
| Жінки    | 2451        | 1146  | 1080  | 1626  | 1675  | 1919  | 1694  | 355      |

## Суміжні округи
- Моніто — північ
- Коул — північний схід
- Осейдж — північний схід
- Меріс — схід
- Пуласкі — південь
- Кемден — південний захід
- Морган — захід

## Виноски
1. ↑  U.S. Decennial Census. United States Census Bureau. Архів оригіналу за 12 травня 2015. Процитовано 16 листопада 2014.
2. ↑  Historical Census Browser. University of Virginia Library. Архів оригіналу за 1 вересня 2019. Процитовано 16 листопада 2014.
3. ↑  Population of Counties by Decennial Census: 1900 to 1990. United States Census Bureau. Архів оригіналу за 3 грудня 2014. Процитовано 16 листопада 2014.
4. ↑  Census 2000 PHC-T-4. Ranking Tables for Counties: 1990 and 2000 (PDF). United States Census Bureau. Архів оригіналу (PDF) за 6 вересня 2019. Процитовано 16 листопада 2014.
5. ↑  State & County QuickFacts. United States Census Bureau. Архів оригіналу за 7 червня 2011. Процитовано 10 вересня 2013.(англ.) Наведено за англійською вікіпедією.
6. ↑  American FactFinder. Бюро перепису населення США. Архів оригіналу за 26 лютого 2012. Процитовано 31 січня 2008.

| США | Це незавершена стаття з географії США. Ви можете допомогти проєкту, виправивши або дописавши її. |